# Husinec (Hrašćina)
Pour les articles homonymes, voir Husinec.
Husinec est un village de la municipalité de Hrašćina (comitat de Krapina-Zagorje) en Croatie. Au recensement de 2011, le village comptait 108 habitants.